# Portabilidade (informática)
No contexto da informática, a portabilidade de um programa de computador é a sua capacidade de ser compilado ou executado em diferentes arquiteturas (seja de hardware ou de software). O termo pode ser usado também para se referir a re-escrita de um código fonte para uma outra linguagem de computador.
Java, por exemplo, é uma linguagem de programação portável já que basta compilar a aplicação uma vez apenas para que essa possa ser executada em qualquer plataforma que possua a respectiva máquina virtual Java (também conhecida por JVM). Não existe a necessidade de produzir uma versão compilada para cada sistema computacional em que se deseje executar a aplicação.
Os criadores de programas de computador muitas vezes afirmam que o programa que escrevem é portátil (ou portable em inglês), o que quer dizer que pouco esforço é necessário para convertê-lo a outro ambiente. A quantidade de esforço necessário depende do quanto o ambiente original é diferente do novo ambiente, a experiência do(s) autor(es) em utilizar linguagens e chamadas realmente portáteis.
A quantidade de CPUs e sistemas operacionais em uso com o tempo se tornou muito menor que na década de 1980[carece de fontes?] e o domínio das arquiteturas baseadas no x86 (para o qual o sistema Microsoft Windows é prioritariamente desenvolvido, mais tarde também os sistemas Linux e até Mac OS X) criou uma situação na qual muitos programas não são mais convertidos para outras arquiteturas.

## Conversão nos jogos
Conversão também é o termo utilizado quando um jogo é criado para uma plataforma, seja ela um computador pessoal ou console de videogame, e recriado para ser utilizado em outra plataforma. As primeiras conversões se tratavam mais de recriações completas.